# Campeonato Mundial de Natação em Piscina Curta de 2012 - 400 m medley feminino
A prova dos 400 metros nado medley feminino do Campeonato Mundial de Natação em Piscina Curta de 2012 foi disputado em 12 de dezembro em Istambul  na Turquia.

## Recordes
Antes desta competição, os recordes mundiais e do campeonato nesta prova eram os seguintes:
|    | Nome            | Nacionalidade  | Tempo   | Local      | Data                   |
| -- | --------------- | -------------- | ------- | ---------- | ---------------------- |
| WR | Julia Smit      | Estados Unidos | 4:21.04 | Manchester | 18 de dezembro de 2009 |
| CR | Mireia Belmonte | Espanha        | 4:24.21 | Dubai      | 15 de dezembro de 2010 |

## Medalhistas
| Ouro               | Prata           | Bronze               |
| Hannah Miley (GBR) | Ye Shiwen (CHN) | Katinka Hosszú (HUN) |

## Resultados

### Eliminatórias
As eliminatórias ocorreram dia 12 de dezembro. 
| Colocação | Bateria | Raia | Nome                             | Tempo   | Notas |
| --------- | ------- | ---- | -------------------------------- | ------- | ----- |
| 1         | 3       | 4    | Hannah Miley (GBR)               | 4:28.91 | Q     |
| 2         | 2       | 4    | Katinka Hosszú (HUN)             | 4:29.22 | Q     |
| 3         | 3       | 5    | Ye Shiwen (CHN)                  | 4:29.98 | Q     |
| 4         | 1       | 4    | Zsuzsanna Jakabos (HUN)          | 4:30.88 | Q     |
| 5         | 2       | 5    | Miho Takahashi (JPN)             | 4:31.71 | Q     |
| 6         | 3       | 3    | Emu Higuchi (JPN)                | 4:32.49 | Q     |
| 7         | 1       | 2    | Madeline Dirado (USA)            | 4:33.01 | Q     |
| 8         | 1       | 5    | Barbora Závadová (CZE)           | 4:34.67 | Q     |
| 9         | 1       | 6    | Rebecca Mann (USA)               | 4:34.70 |       |
| 10        | 2       | 3    | Jessica Pengelly (RSA)           | 4:37.66 |       |
| 11        | 3       | 6    | Ellen Fullerton (AUS)            | 4:37.84 |       |
| 12        | 1       | 0    | Qiao Qiao (CHN)                  | 4:38.93 |       |
| 13        | 3       | 7    | Stefania Pirozzi (ITA)           | 4:40.04 |       |
| 14        | 2       | 6    | Kristina Krasyukova (RUS)        | 4:40.19 |       |
| 14        | 2       | 7    | Wendy van der Zanden (NED)       | 4:40.19 |       |
| 16        | 3       | 1    | Rene Warnes (RSA)                | 4:40.45 |       |
| 17        | 1       | 3    | Jördis Steinegger (AUT)          | 4:42.14 |       |
| 18        | 2       | 8    | Samantha Arevalo (ECU)           | 4:42.22 | NR    |
| 19        | 3       | 2    | Karolina Szczepaniak (POL)       | 4:45.45 |       |
| 20        | 1       | 7    | Céline Bertrand (SWE)            | 4:45.66 |       |
| 21        | 1       | 1    | Virginia Bardach (ARG)           | 4:50.85 |       |
| 22        | 2       | 0    | Marina García Urzainqui (ESP)    | 4:52.29 |       |
| 23        | 3       | 8    | Monalisa Arieswati Lorenza (INA) | 5:00.97 |       |
| 24        | 3       | 0    | Anum Bandey (PAK)                | 5:24.51 |       |
| 25        | 2       | 1    | Chan Kin Lok (HKG)               | DSQ     |       |
| 26        | 1       | 8    | Elodie Poo Cheong (MRI)          | DNS     |       |
| 26        | 2       | 2    | Anja Klinar (SLO)                | DNS     |       |

### Final
A final teve sua disputa realizada em 12 de dezembro. 
| Colocação         | Raia | Nome              | Nacionalidade  | Tempo   | Notas  |
| ----------------- | ---- | ----------------- | -------------- | ------- | ------ |
| Medalha de ouro   | 4    | Hannah Miley      | Grã-Bretanha   | 4:23.14 | CR, ER |
| Medalha de prata  | 3    | Ye Shiwen         | China          | 4:23.33 |        |
| Medalha de bronze | 5    | Katinka Hosszú    | Hungria        | 4:25.95 |        |
| 4                 | 6    | Zsuzsanna Jakabos | Hungria        | 4:26.99 |        |
| 5                 | 1    | Madeline Dirado   | Estados Unidos | 4:28.55 |        |
| 6                 | 2    | Miho Takahashi    | Japão          | 4:31.55 |        |
| 7                 | 7    | Emu Higuchi       | Japão          | 4:35.59 |        |
| 8                 | 8    | Barbora Závadová  | Chéquia        | 4:37.30 |        |

Legenda
| Recorde mundial       | Recorde mundial (World record)               |                       | Recorde africano                      | Recorde africano (African) |                                           | Q | Classificado por posição (Qualified) |
| Recorde do campeonato | Recorde do campeonato (Championship record)  | Recorde da América    | Recorde da América (Americas)         | q                          | Classificado por melhor tempo (Qualified) |   |                                      |
| Melhor marca do ano   | Melhor marca do ano (World leading)          | Recorde asiático      | Recorde asiático (Asian)              | DNS                        | Não largou (Did not start)                |   |                                      |
| Recorde nacional      | Recorde nacional (National record)           | Recorde europeu       | Recorde europeu (European)            | DNF                        | Não terminou (Did not finish)             |   |                                      |
| Recorde pessoal       | Recorde pessoal do atleta (Personal best)    | Recorde da Oceania    | Recorde da Oceania (Oceania)          | DSQ / DQ                   | Desclassificado (Disqualified)            |   |                                      |
| Recorde da temporada  | Recorde da temporada do atleta (Season best) | Recorde sul-americano | Recorde sul-americano (South America) | NM                         | Sem marca (No mark)                       |   |                                      |